# ستيفان ستراندبيرج
ستيفان ستراندبيرج (بالنرويجية البوكمول: Stefan Strandberg)‏ (25 يوليو 1990 النرويج - ) هو لاعب كرة قدم نرويجي، يلعب كمدافع.

## وصلات خارجية
ستيفان ستراندبيرج على موقع الاتحاد الدولي (مؤرشف)  (الإنجليزية)
- ستيفان ستراندبيرج على موقع الاتحاد الأوربي (الإنجليزية)
- ستيفان ستراندبيرج على موقع اتحاد النرويج (النرويجية)
- ستيفان ستراندبيرج على موقع قاعدة بيانات كرة القدم.إي يو (الإنجليزية)
- ستيفان ستراندبيرج على موقع ناشيونال فوتبول تيمز (الإنجليزية)
- ستيفان ستراندبيرج على موقع Soccerbase.com (لاعب) (الإنجليزية)
- ستيفان ستراندبيرج على موقع Soccerway.com (الإنجليزية)
- ستيفان ستراندبيرج على موقع عالم كرة القدم.نت (الإنجليزية)
- ستيفان ستراندبيرج على موقع AS.com (الإسبانية)